# III Всеукраїнський з'їзд Рад
III Всеукраїнський з'їзд Рад відбувся 6—10 березня 1919 в Харкові. Його головним завданням була легалізація радянської влади в Україні. У цей час Українська Народна Республіка вела збройну боротьбу за незалежність проти РСФРР (Війна РСФРР і УНР 1918—1919). У результаті поразок від Червоної армії більш ніж половина української території опинилося під більшовицькою владою. На ній була проголошена Українська Соціалістична Радянська Республіка (УСРР), утворений Тимчасовий робітничо-селянський уряд України. В УСРР було поширене основне законодавство Радянської Росії.
Союзником більшовиків виступала Українська комуністична партія (боротьбистів), яка заявила про свій перехід на радянську платформу. Більшовики не мали значної підтримки в Україні, і, щоб забезпечити перевагу на з'їзді та не допустити до влади «союзників»-боротьбистів, яких підтримувала певна частина українських селян, вони застосували відверто беззаконні норми представництва.
З'їзд схвалив зовнішню і внутрішню політику уряду, який надалі перестав бути тимчасовим і отримав назву Робітничо-селянський уряд УСРР. В резолюції з військового питання було визнано необхідним створення Червоної армії України. Був схвалений закон «Про соціалістичний землеустрій і про заходи переходу до соціалістичного землеробства», яким поширювалася практика створення комун сільськогосподарських. 10 березня з'їзд ухвалив Конституцію Української Соціалістичної Радянської Республіки 1919. Боротьбисти на з'їзді голосували за резолюції більшовиків, до вищого законодавчого органу УСРР — Всеукраїнського центрального виконавчого комітету — було обрано 89 членів КП(б)У та 10 боротьбистів. Очолив ВУЦВК Григорій Петровський.